# ОШ „Кокаи Имре” Темерин
ОШ „Кокаи Имре” је једна од основних школа на подручју општине Темерин, Јужнобачки округу. Смјештена је на адреси Кошут Лајоша 31, Темерин. Име је добила Кокаиу Имреу припаднику Интернационалних бригада које су се у Шпанском грађанском рату бориле на страни Шпанске републике. Имре је рођен у Темерину 1908. године. У Шпанију је као добровољац дошао из Аргентине крајем 1936. године. Погинуо је 12. јула 1937.

## Историјат
Школа је основана решењем ГИОНС АПВ Повереништва за просвету под бројем 9994 од 22. августа 1950. године, уз сагласност Министарства просвете Народне Републике Србије бр. 21865 од 2. августа 1950. године. Решењем је наложено да се у Темерину Срезу Новосадском отвори Осмољетка са мађарским наставним језиком. Повереништво за просвету и културу је наложило да се изврше потребне припреме да би рад у осмољетки почео 10. септембра 1950. године. Школа је почела рад у две зграде, односно у бившим просторијама католичке цркве. На седници школског одбора која је одржана 3. јуна 1955. године донета је одлука да школа послује под називом Основна школа "Кокаи Имре" и на мађарском језику: Kókai Imre Elemi Iskola. Пре тога је школа носила назив "Осмољетка са мађарским наставним језиком", односно Magyar nyelvű Nyolcosztályos Iskola Temerin. Нови школски објекат у центру града завршен је 1968. године, а изграђен добровољних прилога грађана Темерина. Поред централног школског објекта школа користи и зграде на Телепу, ул. Киш Ференца бр. 1/3, која је адаптирана 1951. године и тиме су створени услови за рад истурених оделења у том делу насеља. Просторије објекта на Телепу данас користи и ОШ "Петар Кочић" (4 оделења на српском наставном језику на Телепу). Од 2011. године школа је проглашена за установу од значаја за мађарску националну заједницу, од стране Мађарског националног савета.